# Justyna Woźniak
Justyna Woźniak (ur. 27 września 1986) – polska aktorka filmowa i teatralna.

## Życiorys
W 2009 roku ukończyła studia w Akademii Sztuk Teatralnych im. Stanisława Wyspiańskiego w Krakowie – (filia we Wrocławiu) – wydział aktorski. Od 2019 roku jest aktorką Teatru Muzycznego „Capitol” we Wrocławiu.
W 2008 zdobyła Nagrodę Publiczności na 29 Przeglądzie Piosenki Aktorskiej we Wrocławiu, zaś w 2009 zajęła II miejsce na IV Międzynarodowym Konkursie Wokalnym "Singing Mask" w Sankt Petersburgu.

## Filmografia
- 2003: Tygrysy Europy - dziewczyna w klubie
- 2007: Pierwsza miłość (serial telewizyjny) - Bianka, studentka literaturoznawstwa
- 2007: Biuro kryminalne  - kochanka Kaczkowskiego (odc. 42)
- 2009: Afonia i pszczoły - pielęgniarka
- 2010-2011: Licencja na wychowanie - wychowawczyni Magdy (odc. 21, 27, 90)
- 2011: Pierwsza miłość (serial telewizyjny) - Szewczyk, nauczycielka WF
- 2011: 80 milionów - pacjentka
- 2012-2013: Galeria (serial telewizyjny) - sekretarka Woydatta
- 2014: Prawo Agaty - recepcjonistka (odc. 80)
- 2014: M jak miłość - stomatolog (odc. 1041)
- 2016: Komisja morderstw - Maria Widuch, żona Andrzeja (odc. 2)
- 2018: Pierwsza miłość (serial telewizyjny) - dziennikarka
- od 2018: Lombard. Życie pod zastaw - Justyna Lis
- 2020: Pierwsza miłość (serial telewizyjny) - Vivienne, koleżanka Wandy (odc. 3085)